# Anser (geslacht)
Anser is een geslacht van vogels uit de familie eenden, ganzen en zwanen (Anatidae). Het geslacht telt elf soorten.
Traditioneel werden ook de sneeuwgans, keizergans en Ross-gans tot Anser gerekend. Deze 'witte ganzen' worden echter ook wel in een apart geslacht ondergebracht, dat dan de naam Chen Boie 1822 draagt.

## Soorten
| - Anser albifrons – kolgans - Anser anser – grauwe gans - Anser brachyrhynchus – kleine rietgans - Anser caerulescens – sneeuwgans - Anser canagicus – keizergans - Anser cygnoides – zwaangans | - Anser erythropus – dwerggans - Anser fabalis – taigarietgans - Anser indicus – Indische gans - Anser rossii – Ross' gans - Anser serrirostris – toendrarietgans |

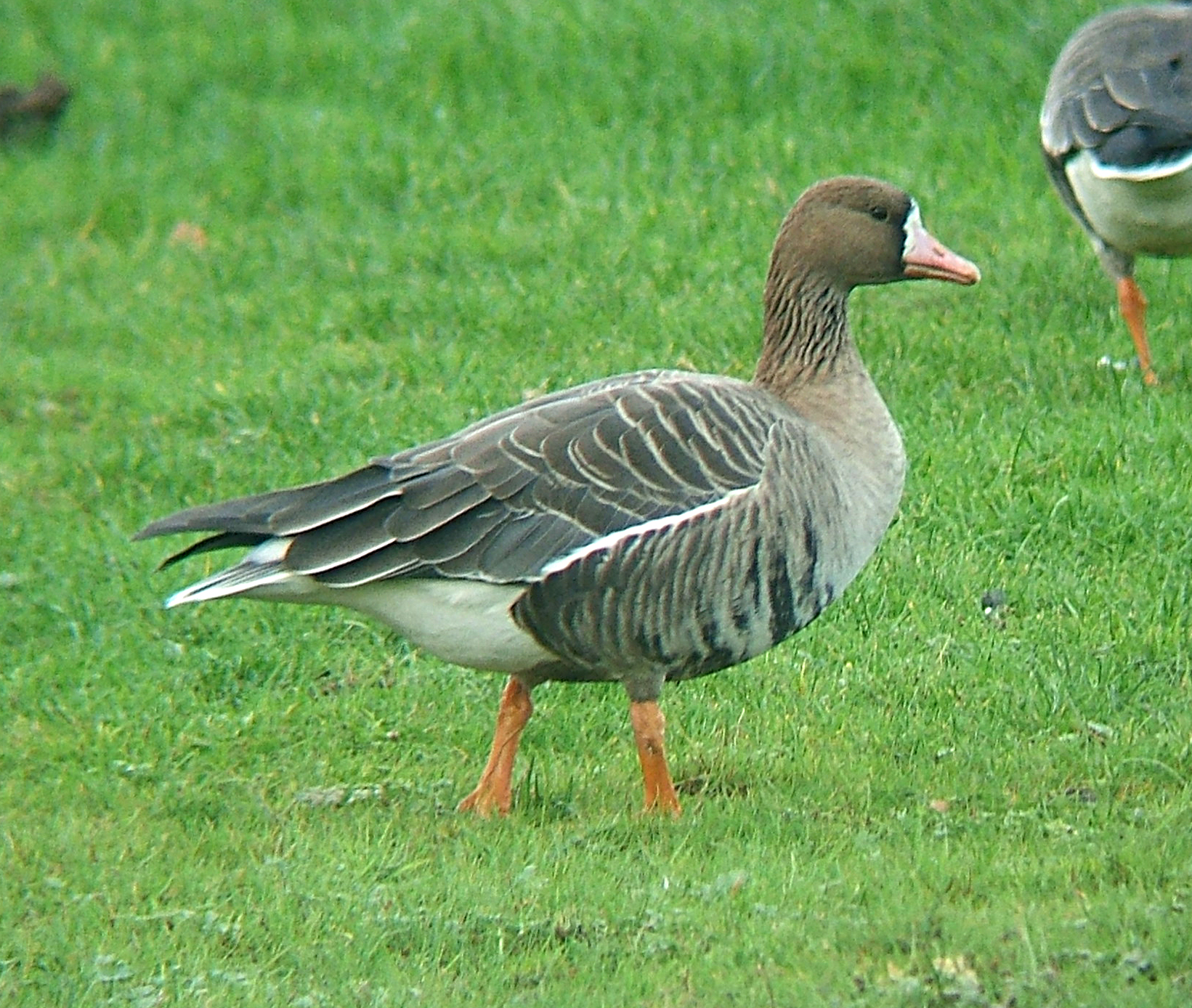
Kolgans (Anser albifrons)
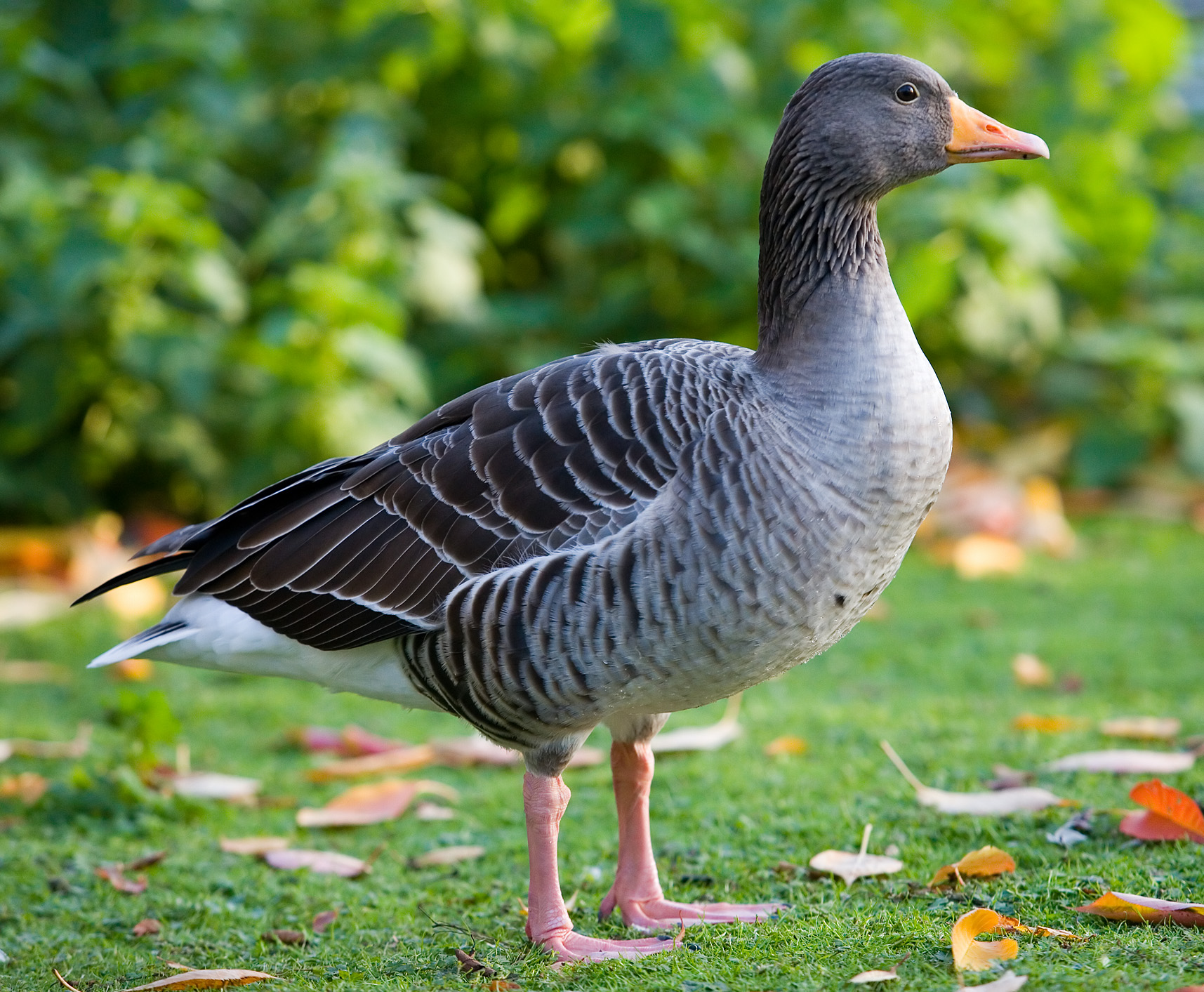
Grauwe gans (Anser anser)
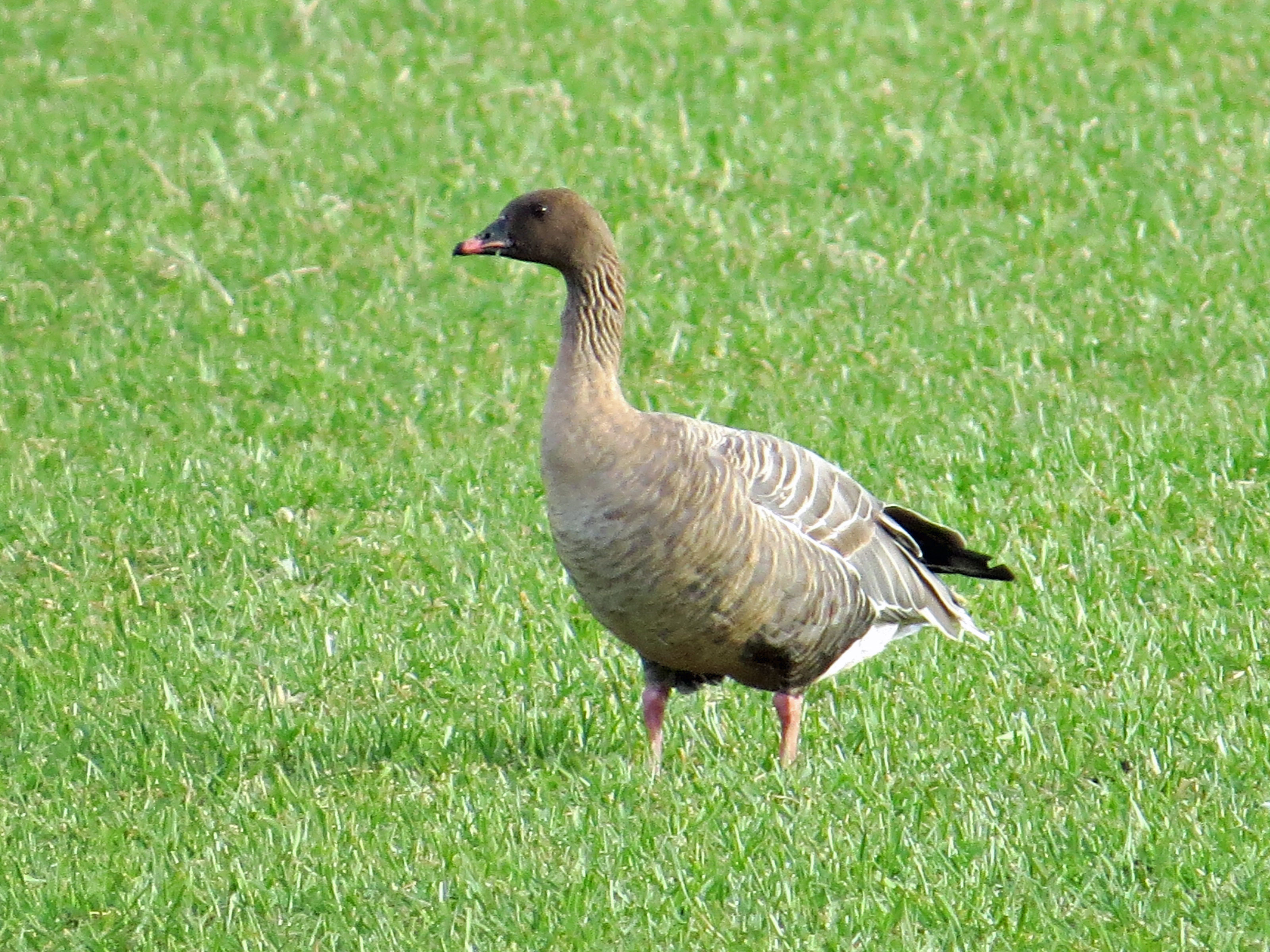
Kleine rietgans (Anser brachyrhynchus)
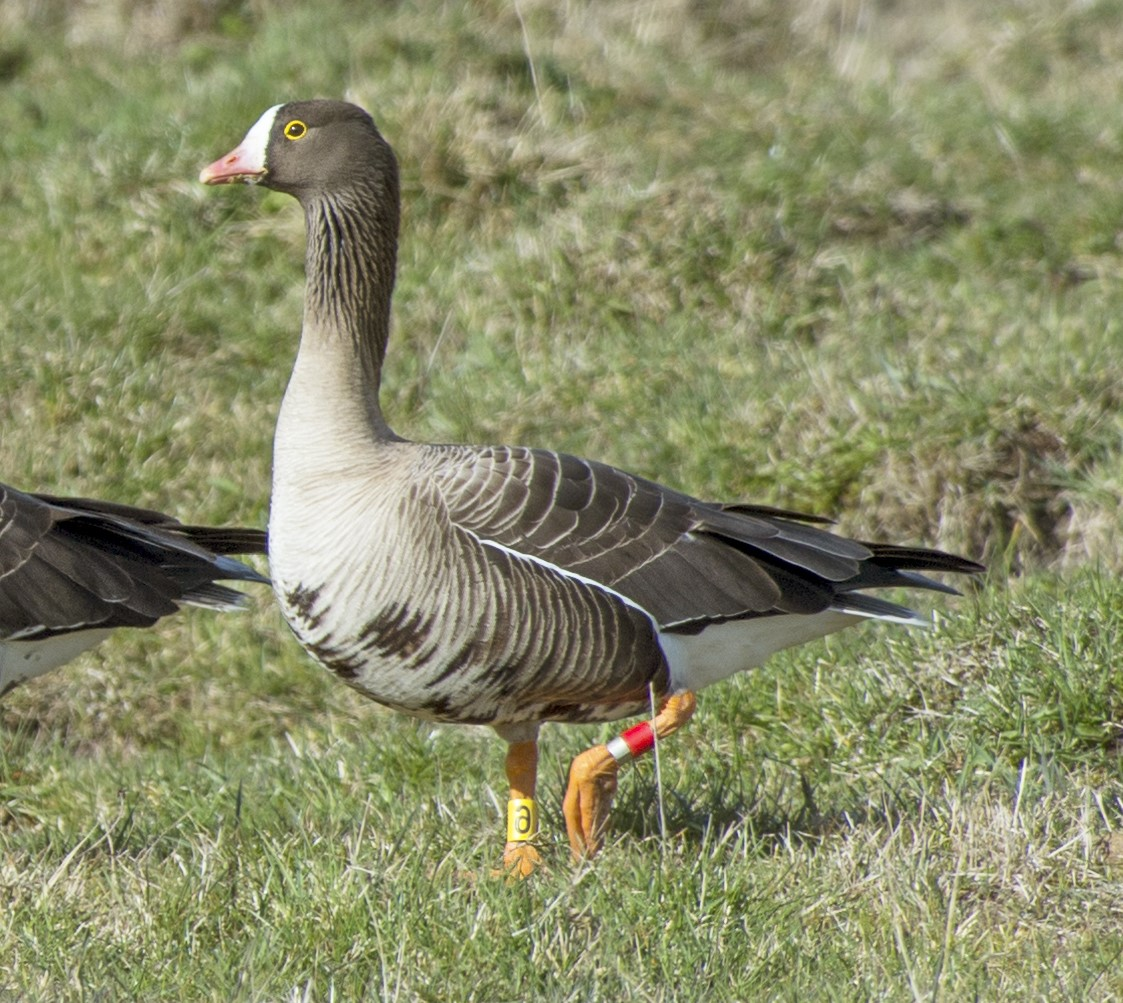
Dwerggans (Anser erythropus)
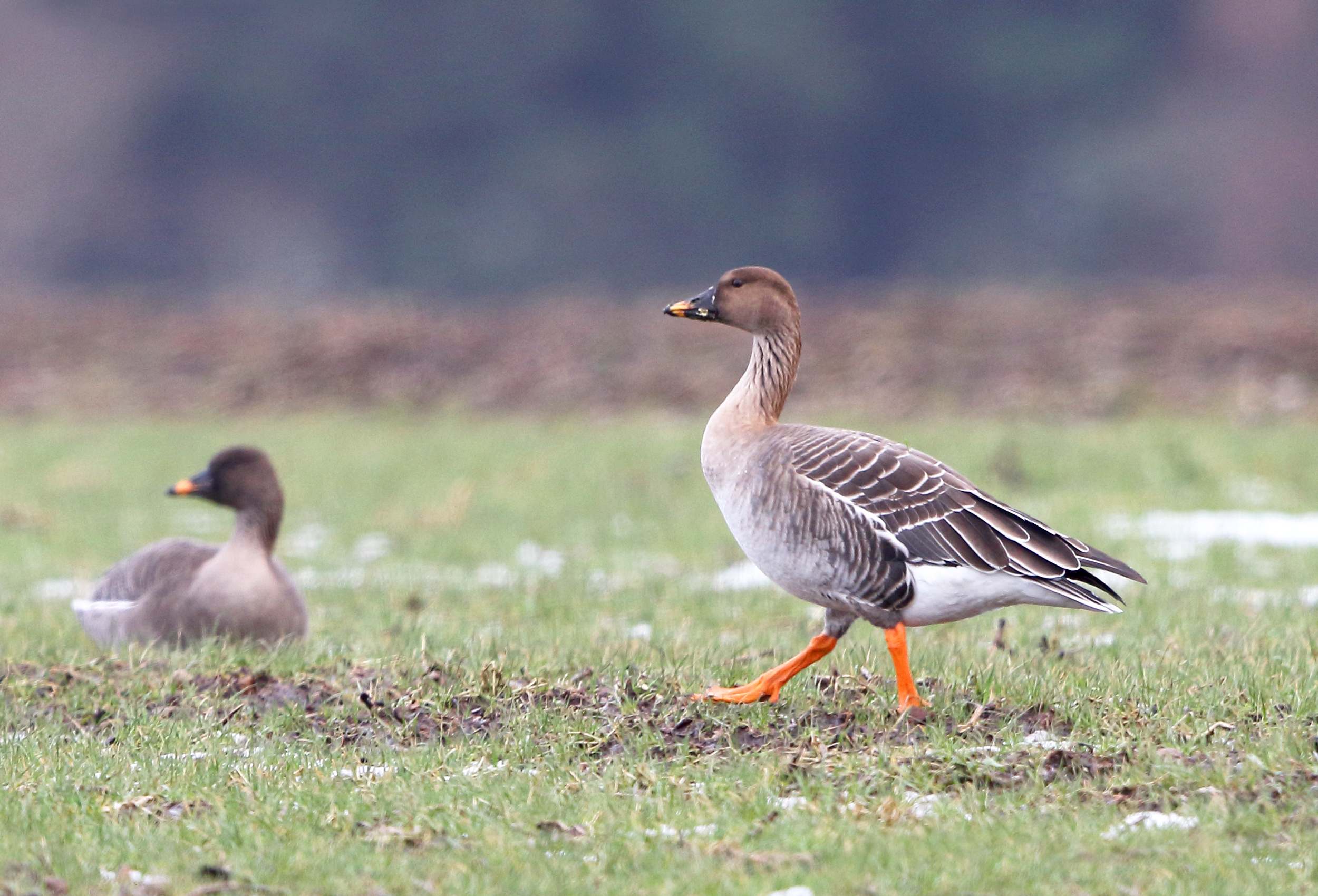
Taigarietgans (Anser fabalis)
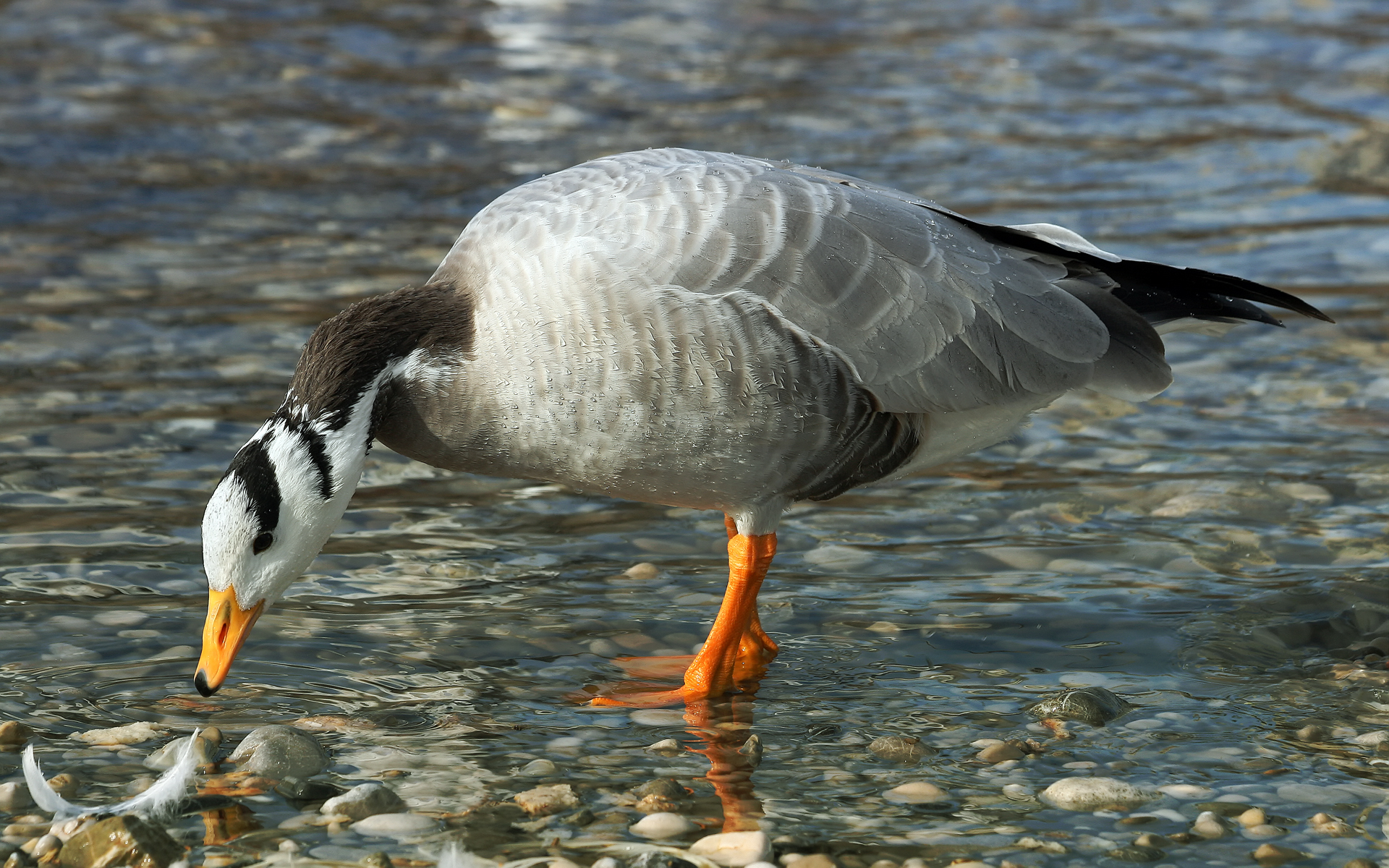
Indische gans (Anser indicus)
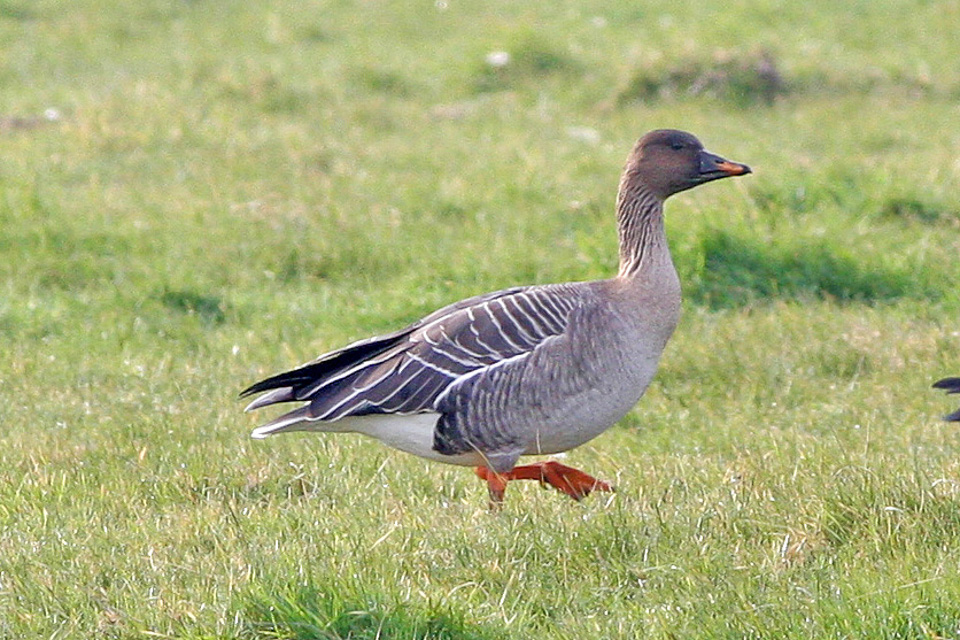
Toendrarietgans (Anser serrirostris)